# The Ladykillers (teatro)
The Ladykillers è una commedie di Graham Linehan del 2011, adattamento teatrale del film di Alexander Mackendrick del 1955 La signora omicidi. La commedia ha debuttato alla Liverpool Playhouse nel novembre 2011, per poi essere trasferita al Gielgud Theatre di Londra.

## Trama
Il professor Marcus vive nella stanza che l'anziana signora Wilberforce affitta in casa sue e si vede regolarmente con quattro amici per fare le prove del loro quartetto d'archi nello scantinato della villa. O, almeno, è quello che la Wilberforce sa: i cinque sono, in realtà, un gruppo di criminali che pianificano di arricchirsi rapinando la vicina stazione ferroviaria. Dopo la riuscita del colpo, la Wilberforce, accidentalmente, li scopre e decide di denunciarli. I cinque decidono dunque di eliminare la vecchietta, ma il compito si rivelerà più arduo del previsto.

## Cast a confronto
| Personaggi        | La signora omicidi, 1955 | Ladykillers, 2004 | Commedia, 2011 |
| ----------------- | ------------------------ | ----------------- | -------------- |
| Marcus            | Alec Guinness            | Tom Hanks         | Peter Capaldi  |
| Harry             | Peter Sellers            | Marlon Wayans     | Stephen Wight  |
| Louis             | Herbert Lom              | J. K. Simmons     | Ben Miller     |
| Maggiore Courtney | Cecil Parker             | Tzi Ma            | James Fleet    |
| One Round         | Danny Green              | Ryan Hurst        | Clive Rowe     |
| Mrs Wilberforce   | Katie Johnson            | Irma P. Hall      | Marcia Warren  |

## Premi
The Ladykillers è stata nominata a cinque Laurence Olivier Award:
- Miglior commedia
- Miglior attrice a Marcia Warren
- Miglior regia a Sean Foley
- Miglior scenografia a Michael Taylor
- Miglior sound designer a Max e Ben Ringham